# 러브 토크
"러브토크"는 2005년에 개봉한 대한민국의 영화이다.

## 캐스팅
- 배종옥 : 써니 역
- 박진희 : 영신 역
- 박희순 : 지석 역
- 김중기 : 전남편 역
- 최덕문 : 조병운 역
- 이현순 : 영신 모 역
- 정희태 : 전성호 역
- 최반야 : 한복희 역
- 김태정 : 제니퍼 역
- 서주원 : 유진 역
- 김지수 : 정혜 - 라스트 장면의 행인 역 (특별출연)